# Manari
Manari (nepalski: मनरी) – gaun wikas samiti w zachodniej części Nepalu w strefie Lumbini w dystrykcie Nawalparasi. Według nepalskiego spisu powszechnego z 2001 roku liczył on 919 gospodarstw domowych i 5697 mieszkańców (2840 kobiet i 2857 mężczyzn).